# قلعه کانگاساکی
قلعه کاناگاساکی، قلعه کانِه‌گاساکی (به ژاپنی: 金ヶ崎城) یک قلعه ژاپنی به سبک یاماشیرو بود که در تسوروگا، فوکوئی، استان فوکوئی، ژاپن قرار داشت.